# Aszmara

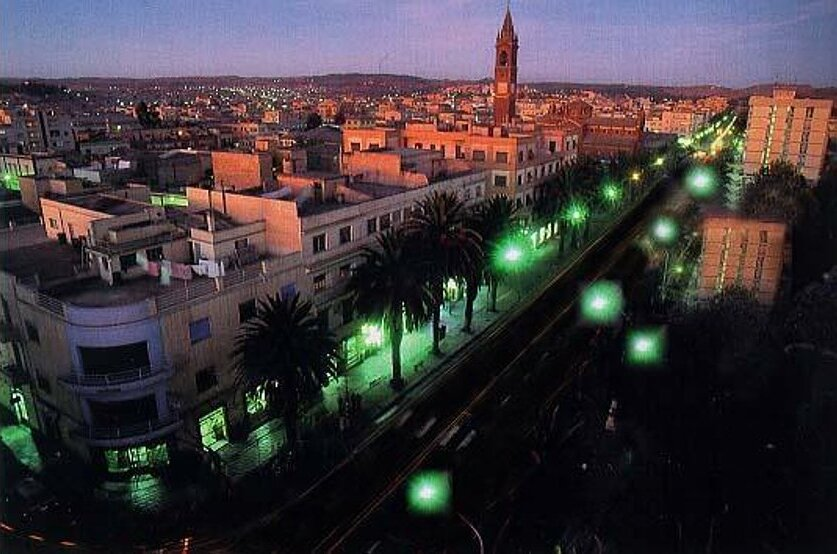
Esti látkép

Aszmara (tigrinya nyelven: ኣስመራ, Asmera, jelentése: Egyesítettük őket) Eritrea fővárosa és egyben legnagyobb népességű városa. Lakóinak száma 963 ezer fő (2020). A város 2325 méterrel fekszik a tengerszint felett, amely alapján a hatodik legmagasabban fekvő főváros a világon. A város egy törésvonal közelében fekszik, az Eritreai-fennsík északnyugati szélén és a Kelet-afrikai Nagy-árok szélén. 2017-ben a város a világörökség helyszínévé vált. 
Aszmara az Eritrea középső részén elterülő Maekel régióban található. Az olasz időkből származó gyarmati modernista építészetéről híres település. A főváros tizenhárom kerületre oszlik: Acria, Abbaszhaul, Edaga Hamusz, Arbaete Aszmara, Mai Temenai, Paradizo, Szembel, Godaif, Maekel Ketema, Tiravolo, Gejeret, Tszetserat és Gheza Banda.

## Földrajz
Egyike a Föld legmagasabban fekvő városainak: tengerszint feletti magassága 2350 m. A város az észak-déli irányban húzódó Eritreai-fennsík területén fekszik, amely az Etióp-felföld egyik nyúlványa. A mérsékelten középső rész, ahol Aszmara fekszik, egy sziklákkal borított felföldi fennsík, amely a nyugati alföldet választja el az ország keleti részén fekvő tengerparti síkságtól. A fővárost körül ölelő földek termékeny termőtalajjal rendelkeznek, különösen azok, amelyek dél felé találhatóak, a Debub régió irányában. 

### Éghajlat
Aszmara éghajlatát egyfajta sztyeppe éghajlat jellemzi, mely nyáron meleg, de nem forró, viszont télen enyhe hőmérsékletet biztosít. A főváros csapadék szempontjából a száraz-félszáraz éghajlatú vidékek közé tartozik. Bár nem fekszik nagy távolságban a környező sivatagoktól, azonban a tengerszint feletti magasságának köszönhetően a hőmérsékleti értékek jóval barátságosabbak, mint a lentebb elhelyezkedő vidékeken. Évszakok szerint egy jellegzetes csapadékos, esős évszakra és egy száraz évszakra osztható az eritreai főváros éghajlata. Évente átlagosan 500 milliméter csapadék áztatja a vidéket. A magas elhelyezkedése ellenére fagy szinte nincs is a fővárosban. Az esős évszak két részre osztható: a hosszú esős évszak júliustól szeptemberig tart, míg a rövid márciustól áprilisig. Átlagosan a fővárosban lehulló csapadékmennyiség mintegy 60 százaléka szokott július és augusztus során lehullni. Decembertől februárig azonban az év legszárazabb időszaka köszönt be. Ez alatt az időszak alatt csak mindössze 0,8 mm csapadék hullik le összesen. Szárazságok egyre gyakrabban sújtják a vidéket, általában minden évtizedben egyszer. Ilyenkor magasabb hőmérsékleti értékeket mérhetnek az ott élők. A magasabb hőmérsékletek miatt magasabb a talaj párologtatása is, amely a száraz időszakokkal karöltve hozzájárul a terület elsivatagosodásához.
| Hónap                         | Jan. | Feb. | Már. | Ápr. | Máj. | Jún. | Júl. | Aug. | Szep. | Okt. | Nov. | Dec. | Év   |
| ----------------------------- | ---- | ---- | ---- | ---- | ---- | ---- | ---- | ---- | ----- | ---- | ---- | ---- | ---- |
| Átlagos max. hőmérséklet (°C) | 23,0 | 24,0 | 25,0 | 25,0 | 26,0 | 26,0 | 22,0 | 21,0 | 24,0  | 22,0 | 22,0 | 22,0 | 23,5 |
| Átlagos min. hőmérséklet (°C) | 6,0  | 7,0  | 9,0  | 10,0 | 11,0 | 12,0 | 12,0 | 12,0 | 10,0  | 9,0  | 8,0  | 7,0  | 9,4  |
| Átl. csapadékmennyiség (mm)   | 1    | 3    | 12   | 30   | 42   | 37   | 174  | 145  | 25    | 7    | 21   | 4    | 501  |
| Forrás: Climate & Temperature |      |      |      |      |      |      |      |      |       |      |      |      |      |

## Története
Az eritreai tigrinya szájhagyományok szerint eredetileg négy törzs élt az Aszmara területen a Kebassa-fennsíkon: a Gheza Gurtom, a Gheza Szhelele, a Gheza Szerenszer és a Gheza Aszmae. Ezen klánok településeit gyakran támadták az alföld felől érkező más törzsek hordái. Egyszer aztán a négy klán női tagjai úgy döntöttek, hogy ahhoz, hogy képesek legyenek legyőzni a közös ellenségeiket, ahhoz egyesülniük kell és csak így őrizhető meg a béke a négy klán tagjai között is. A férfiak elfogadták az asszonyok döntését és innen ered a település neve is: "Arbaete Asmera", melynek jelentése: A négyek (nőnemű ragozásban) egyesítették. Végül az Arbate előtag elkopott az idők során és csak az Aszmara tag maradt meg. Eredeti nevének megőrzéseként a főváros egyik kerülete napjainkban is az Arbaete Asmera nevet viseli. A város nyugatias elnevezését, az Aszmarát főleg azon külföldiek használják, akik nem ismerik az ország nyelvét, míg a helyiek az Asmera elnevezést részesítik előnyben.
1751-ben Remedius Prutky hittérítő eljutott Aszmarába és emlékirataiban leírta, hogy egy jezsuita templom állt akkoriban a településen, melyet 130 évvel korábban építettek és még mindig sértetlen volt. 
A mai település 1880-as évek előtt egy kis falu volt. Aszmara 1889-et követően indult dinamikus fejlődésnek, miután az olaszok elfoglalták. Ferdinando Martini kormányzó tette meg az Olasz Eritrea székhelyévé 1897-ben a Vörös-tenger partján fekvő Masszawa tengeri kikötő ellensúlyozásaként. A huszadik század elején az eritreai vasút Carlo Cavanna vezetésével kiépült a tengerpart irányában, Ghinda városát is érintve. 1913-ban és 1915-ben a város két nagyobb földrengés során csak kisebb károkat szenvedett. IV. János és Ras Alula császár alatt az etiópiai Hamas tartomány székhelye lett. 1900-ban az olaszok a saját gyarmatuk székhelyévé tették.
A városban jelentősebb olasz közösség telepedett meg. Az 1939-es népszámlálás adatai alapján a város akkori 98 000 fős lakosságából 53 000 fő volt olasz, míg az országban ez idő tájt összesen 75 000 fő volt az olaszok létszáma, tehát a fővárosban képviseltette magát a legnagyobb létszámmal az olasz népesség.
A város épületei még ma is őrzik az olasz gyarmatosítás emlékeit. A várost az európaiak a radikálisan új építészeti tervek kivitelezésének színhelyéül használták. A harmincas évek végére a főváros közkedvelt és elterjedt neve volt a Piccola Roma, azaz Kicsi Róma. Az olasz időkből fennmaradt épületekben ma is működő üzletek közül számos visel olasz, vagy olaszos hangzású nevet. Az Olasz Királyság állta a főváros és környékének infrastrukturális és építészeti fejlesztéseinek költségeit, de a második világháború véget vetett ennek a korszaknak.
1952-ben az Egyesült Nemzetek Szervezete úgy határozott, hogy Etiópiát és Eritreát egyesíti, melynek következtében Aszmara elvesztette fővárosi státuszát. Ebben az időszakban a főváros a jóval délebbre fekvő Addisz-Abeba volt. A helyiek által használt tigrinya nyelvet az új államalakulat igyekezett korlátozni és helyette az etióp amhara nyelvet kellett használni a hivatalos ügyek intézésénél. 1961-ben Hailé Szelasszié etióp császár véget vetett a "szövetségi" kereteknek és az Etióp Birodalom tizennegyedik tartományává tette Eritreát. Etiópia legerősebb szövetségese ekkoriban az Amerikai Egyesült Államok volt. A városban állomásozott az amerikai hadsereg egy különítménye 1943 és 1977 között. Az eritreai függetlenségi háború 1961-ben kezdődött és 1991-ig tartott, míg végül Eritrea ismét elnyerhette függetlenségét. Aszmarát a háború pusztításai megkímélték, akárcsak az ország fennsíkon elterülő régióinak többségét. 
Az ország 1993-ban nyerte el függetlenségét, azóta Aszmara a független állam fővárosa. 2017-ben az UNESCO a világörökség részévé nyilvánította a várost, annak korai modernista urbanizmusa miatt, melyet a huszadik század elején nyert el az olasz fennhatóság idején és, amely jelentős kulturális emléknek számít annak afrikai kontextusa miatt.

## Kultúra
A városban számos építészeti stílusjegy képviselteti magát. Az Art déco irányzat stílusjegyeit viseli magán a Cinema Impero mozi épülete, mely 1937-ben nyitotta meg kapuit a nagyközönség előtt. Az eritreai ortodox keresztény egyház székesegyháza és az aszmarai opera épülete az eklektika jegyeit képviseli. Az olasz Fiat vállalat által építtetett Tagliero épület futurista stílusban épült. Az aszmarai Rózsafüzér királynője templom épülete a neoromán, míg a Kormányzói Palota épülettömbje a neoklasszicista stílusirányzat jegyeit viseli magán. Aszmara belvárosának épületeit főleg 1935 és 1941 között építették, ezért elmondható, hogy az olasz uralom mintegy hat év leforgása alatt formálta mai képére a főváros magját. A városban a huszadik század elején jellemző építészeti irányzatok többségének megtalálható az épített öröksége. Az olasz építészeti stílusirányzatok mintegy 400 épületen vannak jelen az eritreai fővárosban.

## Közlekedés

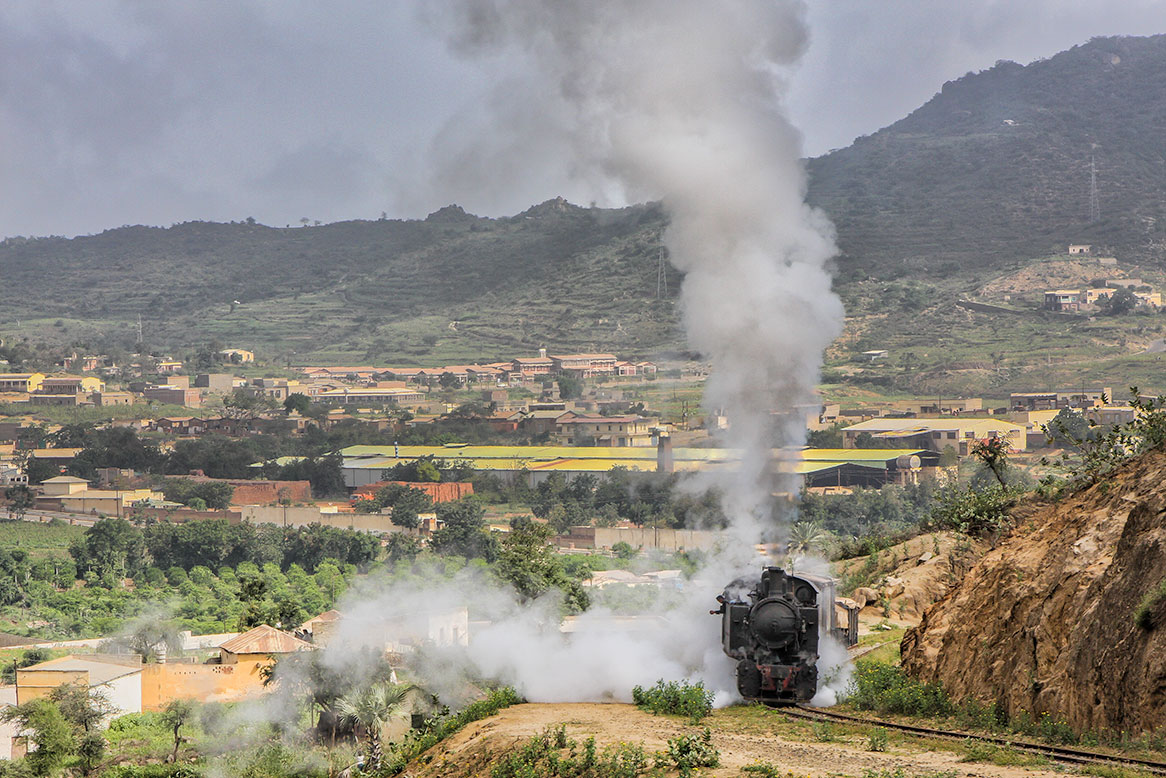
Egy gőzmozdony Aszmara határában

Eritrea függetlenné válása után Aszmara útjai jelentős átalakuláson mentek keresztül. A régi utakat felújították, és új autópályákat is építettek. Aszmarából öt főút vezet ki.
A várost az Aszmarai nemzetközi repülőtér szolgálja ki, amely 5 kilométerre délnyugatra van a városközponttól. A Massawa nemzetközi repülőtér egy alternatív repülőtér a közelben.
1999 óta összesen 317 kilométernyi keskeny nyomtávú vasútvonal van Eritreában.

## Gazdaság
Az agrár jellegű ország egyetlen jelentősebb ipari központja (textilipar, élelmiszeripar).

## A város szülöttei
- Isaias Afewerki, kormány- és államfő
- Tedrosz Adhanom Gebrejeszusz, az Egészségügyi Világszervezet (WHO) főigazgatója 2017 óta
- Gianfranco Rosi, olasz filmrendező, producer, forgatókönyvíró